# YuruYuri
YuruYuri (jap. ゆるゆり) – manga autorstwa Namori, publikowana na łamach magazynu „Comic Yuri Hime S” od 12 czerwca 2008. Następnie została przeniesiona do „Comic Yuri Hime”, gdzie ukazuje się od września 2010. 
Na podstawie mangi studio Doga Kobo wyprodukowało dwa sezony anime. Pierwszy emitowany był od lipca do września 2011, natomiast drugi od lipca do września 2012. Odcinek OVA wyprodukowany przez TYO Animations został wydany w lutym 2015, zaś dwa następnie odcinki specjalne wyemitowano w sierpniu i wrześniu tego samego roku. Trzeci sezon wyprodukowało studio TYO Animations, a jego emisja trwała od października do grudnia 2015. Kolejna OVA wyprodukowana przez Lay-duce z okazji dziesiątej rocznicy powstania mangi, została wydana w listopadzie 2019 i wyemitowana w lutym 2020.

## Fabuła
Historia rozgrywa się w fikcyjnym gimnazjum Nanamori w Takaoce i opowiada o codziennym życiu członków szkolnego klubu rozrywki (jap. ごらく部 Goraku-bu), na który składają się Akari Akaza, jej przyjaciółki z dzieciństwa, Kyōko Toshinō i Yui Funami, oraz jej koleżanka z klasy, Chinatsu Yoshikawa.

## Bohaterowie

### Klub rozrywki
- Akari Akaza (jap. 赤座 あかり Akaza Akari)

Seiyū: Shiori Mikami 
- Kyōko Toshinō (jap. 歳納 京子 Toshinō Kyōko)

Seiyū: Yuka Ōtsubo 
- Yui Funami (jap. 船見 結衣 Funami Yui)

Seiyū: Minami Tsuda 
- Chinatsu Yoshikawa (jap. 吉川 ちなつ Yoshikawa Chinatsu)

Seiyū: Rumi Ōkubo 

### Samorząd szkolny
- Ayano Sugiura (jap. 杉浦 綾乃 Sugiura Ayano)

Seiyū: Saki Fujita 
- Chitose Ikeda (jap. 池田 千歳 Ikeda Chitose)

Seiyū: Aki Toyosaki 
- Sakurako Ohmuro (jap. 大室 櫻子 Ōmuro Sakurako)

Seiyū: Emiri Katō 
- Himawari Furutani (jap. 古谷 向日葵 Furutani Himawari)

Seiyū: Suzuko Mimori 
- Rise Matsumoto (jap. 松本 りせ Matsumoto Rise)

Seiyū: Saori Gotō 

### Członkowie rodzin
- Mari Funami (jap. 船見 まり Funami Mari)

Seiyū: Maaya Uchida 
- Kaede Furutani (jap. 古谷 楓 Furutani Kaede)

Seiyū: Aya Uchida 
- Chizuru Ikeda (jap. 池田 千鶴 Ikeda Chizuru)

Seiyū: Momo Kuraguchi 
- Akane Akaza (jap. 赤座 あかね Akaza Akane)

Seiyū: Yui Horie 
- Tomoko Yoshikawa (jap. 吉川 ともこ Yoshikawa Tomoko)

Seiyū: Ayano Ishikawa 
- Nadeshiko Ohmuro (jap. 大室 撫子 Ōmuro Nadeshiko)

Seiyū: Chiwa Saitō 
- Hanako Ohmuro (jap. 大室 花子 Ōmuro Hanako)

Seiyū: Rina Hidaka 

### Inni
- Nana Nishigaki (jap. 西垣 奈々 Nishigaki Nana)

Seiyū: Ayano Ishikawa 
- Hiro Takaoka (jap. 高岡 ひろ Takaoka Hiro)

Seiyū: Ayano Ishikawa 
- Shihoko Azuma (jap. 東 志帆子 Azuma Shihoko)

Seiyū: Chinami Hashimoto 
- Tsubasa Minamino (jap. 南野 つばさ Minamino Tsubasa)

Seiyū: Yui Watanabe 

### Mirakurun
- Kurumi (jap. 胡桃 ) / Mirakurun (jap. ミラクるん)

Seiyū: Ayana Taketatsu 
- Raika (jap. 雷香) / Rivalun (jap. ライバルん Raibarun)

Seiyū: Aoi Yūki 
- Ganbo (jap. ガンボー Ganbō)

Seiyū: Hikaru Midorikawa 

## Manga
Pierwszy rozdział mangi został opublikowany 18 czerwca 2018 w magazynie „Comic Yuri Hime S” wydawnictwa Ichijinsha. Po zakończeniu publikacji „Comic Yuri Hime S”, seria została przeniesiona do czasopisma „Comic Yuri Hime”, na łamach którego ukazuje się od września 2010. 18 lipca 2018 seria została wstrzymana, jednakże w styczniu 2019 wznowiła publikację. Do grudnia 2011 manga sprzedała się w nakładzie ponad miliona egzemplarzy.
| Nr | Data wydania (język japoński) | ISBN (język japoński)  |
| -- | ----------------------------- | ---------------------- |
| 1  | 18 lipca 2009                 | ISBN 978-4-7580-7055-3 |
| 2  | 18 stycznia 2010              | ISBN 978-4-7580-7070-6 |
| 3  | 18 czerwca 2010               | ISBN 978-4-7580-7090-4 |
| 4  | 18 stycznia 2011              | ISBN 978-4-7580-7120-8 |
| 5  | 18 maja 2011                  | ISBN 978-4-7580-7147-5 |
| 6  | 18 czerwca 2011               | ISBN 978-4-7580-7150-5 |
| 7  | 28 lipca 2011                 | ISBN 978-4-7580-7145-1 |
| 8  | 23 lipca 2012                 | ISBN 978-4-7580-7200-7 |
| 9  | 26 lipca 2012                 | ISBN 978-4-7580-7203-8 |
| 10 | 1 czerwca 2013                | ISBN 978-4-7580-7251-9 |
| 11 | 1 lutego 2014                 | ISBN 978-4-7580-7290-8 |
| 12 | 4 sierpnia 2014               | ISBN 978-4-7580-7326-4 |
| 13 | 4 lutego 2015                 | ISBN 978-4-7580-7390-5 |
| 14 | 18 stycznia 2016              | ISBN 978-4-7580-7520-6 |
| 15 | 31 maja 2017                  | ISBN 978-4-7580-7674-6 |
| 16 | 30 stycznia 2018              | ISBN 978-4-7580-7775-0 |
| 17 | 29 sierpnia 2019              | ISBN 978-4-7580-7974-7 |
| 18 | 25 maja 2020                  | ISBN 978-4-7580-2114-2 |
| 19 | 23 grudnia 2020               | ISBN 978-4-7580-2197-5 |
| 20 | 31 sierpnia 2021              | ISBN 978-4-7580-2286-6 |
| 21 | 27 grudnia 2021               | ISBN 978-4-7580-7674-6 |
| 22 | 26 grudnia 2022               | ISBN 978-4-7580-2481-5 |

Kolejna manga osadzona w tym samym uniwersum, Reset! (jap. りせっと! Risetto!), rozpoczęła publikację w pierwszym numerze magazynu „Caramel Febri”, wydanym 24 lipca 2010, i została zawieszona po czwartym numerze, 25 stycznia 2011.
Spin-off autorstwa Namori skupiający się na siostrach Ohmuro, zatytułowany Ōmuro-ke (jap. 大室家), wydawany był w serwisie Niconico Seiga od 2 lipca do 17 września 2012. Później seria została wznowiona i przeniesiona do magazynu internetowego „Niconico Yuri Hime”, gdzie ukazuje się od 17 lutego 2013.
| Nr | Data wydania (język japoński) | ISBN (język japoński)  |
| -- | ----------------------------- | ---------------------- |
| 1  | 1 sierpnia 2013               | ISBN 978-4-7580-7249-6 |
| 2  | 4 sierpnia 2014               | ISBN 978-4-7580-7328-8 |
| 3  | 31 października 2019          | ISBN 978-4-7580-7982-2 |
| 4  | 23 grudnia 2020               | ISBN 978-4-7580-2199-9 |
| 5  | 27 grudnia 2021               | ISBN 978-4-7580-2342-9 |
| 6  | 26 grudnia 2022               | ISBN 978-4-7580-2484-6 |

## Anime
Adaptacja w formie telewizyjnego serialu anime została zapowiedziana w majowym numerze „Comic Yuri Hime”. Seria została zanimowana przez studio Doga Kobo i wyreżyserowana przez Masahiko Ōtę. Była emitowana w stacji TV Tokyo między 5 lipca a 20 września 2011.
Drugi sezon, zatytułowany YuruYuri♪, emitowany był od 2 lipca do 17 września 2012. Obie serie były transmitowane za pośrednictwem platformy Crunchyroll.
OVA, zatytułowana YuruYuri Nachuyachumi!, została wyświetlona w pięciu kinach w Japonii 29 listopada 2014 przed wydaniem na Blu-ray i DVD 18 lutego 2015. W przeciwieństwie do serii TV, OVA została zanimowana przez studio TYO Animations zamiast Doga Kobo. Hiroyuki Hata zastąpił Ōtę jako reżyser, scenariusz napisał Michiko Yokote, a postacie zaprojektował Motohiro Tanaguchi. Dwa dodatkowe odcinki, zatytułowane Nachuyachumi!+, zostały wyemitowane 21 sierpnia i 18 września 2015.
Trzeci sezon anime, zatytułowany YuruYuri San☆Hai!, również wyprodukowany przez TYO Animations, był emitowany między 6 października a 21 grudnia 2015. Podobnie jak poprzednie dwa sezony, był on transmitowany przez Crunchyroll.
Druga OVA, zatytułowana YuruYuri, (wymawiane jako „YuruYuri Ten”), została zapowiedziana 22 kwietnia 2018, aby uczcić dziesiątą rocznicę powstania mangi. Za jej produkcję odpowiedzialne było studio Lay-duce, rolę reżysera pełnił Daigo Yamagishi, za scenariusz odpowiadał Takahiro, a projektantem postaci i głównym projektantem animacji Kazutoshi Inoue. Została wydana 13 listopada 2019, zaś jej telewizyjna premiera odbyła się 23 lutego 2020 w stacji AT-X.
Czteroodcinkowa seria ONA wyprodukowana przez DMM.Futureworks i W-Toon Studio, zatytułowana MiniYuri, rozpoczęła streaming 25 września 2019 na kanale YouTube Pony Canyon. Anime zostało wyreżyserowane przez Seiyę Miyajimę, scenariusz napisał Takahiro, natomiast muzykę skomponował Yasuhiro Misawa.
4 sierpnia 2023 ogłoszono, że spin-off mangi Ōmuro-ke zostanie zaadaptowany na dwa filmy anime, zatytułowane Ōmuro-ke: Dear Sisters i Ōmuro-ke: Dear Friends. Zostały wyprodukowane przez studio Passione i Studio Lings i wyreżyserowane przez Naoyukiego Tatsuwę na podstawie scenariusza autorstwa Masahiro Yokotaniego. Projekty postaci wykonał Kazuyuki Ueda, a muzykę skomponował Yūsuke Shirato. Premiera pierwszego filmu odbyła się 2 lutego 2024, natomiast premiera drugiego miała miejsce 21 czerwca tego samego roku.

### Ścieżka dźwiękowa
Główne motywy otwierające i kończące wykonywane są przez „Nanamori-Chu☆Goraku-Bu” (jap. 七森中☆ごらく部), grupę składającą się z czterech głównych seiyū, Minami Tsudy, Rumi Ōkubo, Shiori Mikami i Yuki Ōtsubo.

#### Opening
- „Yuriyurarararayuruyuri daijiken” (jap. ゆりゆららららゆるゆり大事件), śpiewane przez Nanamori-Chu☆Goraku-Bu (1 seria)
- „Yes! YuYuYu☆YuruYuri♪♪” (jap. いぇす！ゆゆゆ☆ゆるゆり♪♪ Iesu! YuYuYu☆YuruYuri♪♪), śpiewane przez Nanamori-Chu☆Goraku-Bu (2 seria)[60]
- „Yonde Mirakurun!” (jap. よんでミラクるん!), śpiewane przez Ayanę Taketatsu (2 seria, odc. 6)
- „YuruYurinrinrinrinrin” (jap. ゆるゆりんりんりんりんりん), śpiewane przez Nanamori-Chu☆Goraku-Bu (YuruYuri Nachuyachumi!)
- „YuriShuraShuShuShu” (jap. ゆりしゅらしゅしゅしゅ), śpiewane przez Nanamori-Chu☆Goraku-Bu (Nachuyachumi! +)[61]
- „Chochocho! YuruYuri Capriccio!!!” (jap. ちょちょちょ!ゆるゆり☆かぷりっちょ!!!), śpiewane przez Nanamori-Chu☆Goraku-Bu (3 seria)
- „YuruYuri Tenya Wanya☆” (jap. ゆるゆり、てんやわんや☆), śpiewane przez Nanamori-Chu☆Goraku-Bu (Yuru Yuri,)[62]

#### Ending
- „My Pace de ikimashō” (jap. マイペースでいきましょう Mai pēsu de ikimashō), śpiewane przez Nanamori-Chu☆Goraku-Bu (1 seria)
- „100% Chū~gakusei” (jap. １００％ちゅ～学生), śpiewane przez Nanamori-Chu☆Goraku-Bu (2 seria)[63]
- „Girl's Power” (jap. ガールズパワーで Gāruzu pawā de), śpiewane przez Minami Tsudę i Rumi Ōkubo (2 seria, odc. 6)
- „After School Days” (jap. アフタースクールデイズ Afutā sukūru deizu), śpiewane przez Nanamori-Chu☆Goraku-Bu (YuruYuri Nachuyachumi!)
- „Ohirune Universe” (jap. おひるねゆにばーす), śpiewane przez Nanamori-Chu☆Goraku-Bu (Nachuyachumi! +)
- „Atchu~ma seishun!” (jap. あっちゅ〜ま青春！), śpiewane przez Nanamori-Chu☆Goraku-Bu (3 seria)[61]
- „Kimi ga kureta Shiny Story” (jap. きみがくれたシャイニーストーリー Kimi ga kureta shainī sutōrī), śpiewane przez Nanamori-Chu☆Goraku-Bu (3 seria, odc. 12)
- „Ribitte chime♪” (jap. リピってチャイム♪), śpiewane przez Nanamori-Chu☆Goraku-Bu (Yuru Yuri,)[62]